# Apanteles anubis
Apanteles anubis är en stekelart som beskrevs av De Saeger 1944. Apanteles anubis ingår i släktet Apanteles och familjen bracksteklar. Inga underarter finns listade i Catalogue of Life.